# 200750 Rix
200750 Rix este un asteroid din centura principală de asteroizi.

## Descriere
200750 Rix este un asteroid din centura principală de asteroizi. A fost descoperit pe 11 noiembrie 2001 la Apache Point Observatory în cadrul programului Sloan Digital Sky Survey. Asteroidul prezintă o orbită caracterizată de o semiaxă mare de 2,27 ua, o excentricitate de 0,13 și o înclinație de 8,1° în raport cu ecliptica.